# Berehove, Feodosia
Berehove (în ucraineană Берегове) este localitatea de reședință a comunei Berehove din orașul regional Feodosia, Republica Autonomă Crimeea, Ucraina.

## Demografie
Componența lingvistică a localității Berehove
     Rusă (74,6%)
     Tătară crimeeană (19,99%)
     Ucraineană (4,63%)
     Alte limbi (0,12%)
Conform recensământului din 2001, majoritatea populației localității Berehove era vorbitoare de rusă (74,6%), existând în minoritate și vorbitori de tătară crimeeană (19,99%) și ucraineană (4,63%).